# Cantó de Fontoy
El cantó de Fontoy és un cantó francès del departament del Mosel·la, situat al districte de Thionville-Oest. Té 12 municipis i el cap és Fontoy.

## Municipis
- Angevillers (Aasler)
- Audun-le-Tiche (Adicht)
- Aumetz (Aalmet)
- Boulange (Bettchden)
- Fontoy (Fensch)
- Havange (Hiewéng)
- Lommerange (Lomeréngen)
- Ottange (Ëtteng)
- Rédange (Réideng)
- Rochonvillers (Ruxeler)
- Russange (Réisseng)
- Tressange (Triesséng)

## Història
| Data d'elecció                           | Identitat        | Partit        | Qualitat |
| ---------------------------------------- | ---------------- | ------------- | -------- |
| 1945-1949                                | M. André         | RI            |          |
| 1949-1955                                | M. Pocury        | RPF           |          |
| 1955-1967                                | Pierre Fastinger | Divers droite |          |
| 1967-1973                                | Prosper Gaspard  | RI            |          |
| 1973-1979                                | Denis Schitz     | Divers droite |          |
| 1979-1985                                | Angel Filippetti | PCF           |          |
| 1985-2004                                | Denis Schitz     | UDF           |          |
| 2004-                                    | Jacky Aliventi   | PS            |          |
| les dades anteriors no són pas conegudes |                  |               |          |
|                                          |                  |               |          |

## Demografia
| A partir de 1990 : Població sense dobles comptes |